# Papionini
Los papioninos (Papionini) son una tribu de primates catarrinos de la familia Cercopithecidae que incluye numerosas especies como los macacos, babuínos y mandriles.

## Clasificación
- Tribu Papionini
  - Género Macaca
  - Género Lophocebus
  - Género Rungwecebus
  - Género Papio
  - Género Theropithecus
  - Género Cercocebus
  - Género Mandrillus

- Datos: Q1152376
- Multimedia: Papionini / Q1152376
- Especies: Papionini